# Anne Ahlgren
Anne Ahlgren (23 luglio 1960) è un'ex pentatleta svedese.

## Palmarès
In carriera ha conseguito i seguenti risultati:
- Mondiali:

Londra 1981: oro nel pentathlon moderno individuale e bronzo a squadre.
Compiègne 1982: bronzo nel pentathlon moderno a squadre.
Göteborg 1983: argento nel pentathlon moderno individuale e bronzo a squadre.
Montreal 1985: bronzo nel pentathlon moderno a squadre.
Sydney 1991: bronzo nel pentathlon moderno a squadre.